# Angio Zane
Angio Zane (Brescia, 17 agosto 1925 – Salò, 27 gennaio 2010) è stato un regista italiano.

## Biografia

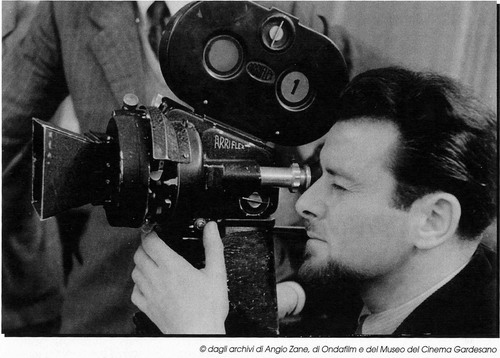
Angio Zane

Figlio del senatore Francesco Zane, dopo un inizio come cineamatore si dedicò alla produzione documentaristica realizzando oltre cento cortometraggi, molti dei quali didattici e industriali, ottenendo numerosi riconoscimenti anche a livello internazionale.
Esordì alla regia di lungometraggi nel 1957 con La capinera del mulino e in seguito si distinse nei film destinati ai ragazzi, creando i personaggi di Brigliadoro e Nuvola Bianca, cavalli protagonisti di una serie di avventure.
È noto soprattutto per essere stato il regista della celeberrima serie di caroselli per i salumi Negroni, con le vicende western dello Sceriffo della valle d'argento che si concludevano immancabilmente con l'indimenticabile jingle Le stelle sono tante, milioni di milioni, ma la stella di Negroni... uno dei tormentoni di successo della trasmissione. Oltre questa ne girò tante altre, con protagonisti del calibro di Mina, Johnny Dorelli e Raimondo Vianello. In seguito realizzò audiovisivi aziendali e industriali.
Al film a soggetto rientrò solo nel 1986 con Ribelli. Brigata Perlasca, un documentario sulla lotta partigiana nella quale egli stesso fu attivo.
Negli ultimi anni si dedicò alla realizzazione di filmati a soggetto letterario. Un importante sodalizio artistico ha legato Angio Zane e la sua Ondafilm di Salò al poeta e drammaturgo trentino Francesco Farina: Ho parlato con le Sirene, dedicato alla poesia di D'Annunzio e trasmesso da Rai 1 nel 1989; Notti chiare (1989) con Maura Molteni, Luciano Mastellari e Renato Palazzi della Scuola Paolo Grassi di Milano; Endpunkt Triest, ovvero Passione e morte di J.J.Winckelmann, 1992; Sogno andaluso, performance su Garcia Lorca, 1997; Con Goethe sulle vie del sole, 1998.
Parallelamente portò avanti il progetto del "Museo archivio audiovisivo gardesano", nel quale raccolse attrezzature ed apparecchi cinematografici, cineprese, moviole e fotografie. È scomparso il 27 gennaio 2010 all'età di 84 anni.

## Filmografia

### Regista
- La capinera del mulino (1957)
- Gli avventurieri dell'uranio (1958)
- Brigliadoro (1959)
- Pippo, Briciola e Nuvola Bianca (1960)
- Esploratori a cavallo (1961)
- Sul cammino dei giganti (1962)
- Il tesoro del fiume (1962)
- Okay sceriffo (1964)
- Avventure a cavallo (1967)
- Ribelli. Brigata Perlasca (1986)